# Окленд (полуостров)
Окленд (англ. North Auckland Peninsula) — полуостров, расположенный на крайнем севере Северного острова Новой Зеландии.

## География
У основания полуострова Окленд находится крупнейшая новозеландская метрополия — Окленд. От Окленда полуостров вытягивается в северо-западном направлении приблизительно на 285 километров. Максимальная ширина его составляет 85 километров. В то же время ширина сильно колеблется, равняясь 15 километрам близ Уэлсфорда, а между заливами Уаитемата и Манукау составляя всего 2 километра.
К западу от полуострова Окленд находится Тасманово море, к востоку лежит Тихий океан. От «главного тела» полуострова в западном и в восточном направлениях ответвляются множество небольших полуостровов. Последние свои 100 километров в северном направлении полуостров Окленд носит также название полуостров Аупоури. Здесь ширина его равняется 10 километрам. На северной оконечности полуострова имеются многочисленные мысы и выступы, часть из которых претендует на звание самой северной точки Новой Зеландии — мысы Мария-ван-Димен, Реинга, Северный, утёсы Сюрвиль (34°23’47" южной широты). Крупнейшим озером полуострова является Омапере.
В 30 километрах к юго-востоку от города Даргавилла и в 50 километрах к северу от Окленда на западном побережье полуострова, на берегу Тасманового моря, лежит одна из крупнейших природных гаваней планеты — бухта Кайпара (протянувшийся в направлении «север-юг» на 65 километров). Севернее его находится меньшая бухта — Хокианга, сыгравшая большую роль в истории и культуре маори.
В административном отношении 80 % территории полуострова Северной Окленд входит в регион Нортленд, оставшиеся 20 % подчиняются властям региона Окленд.